# Bula de la Santa Cruzada

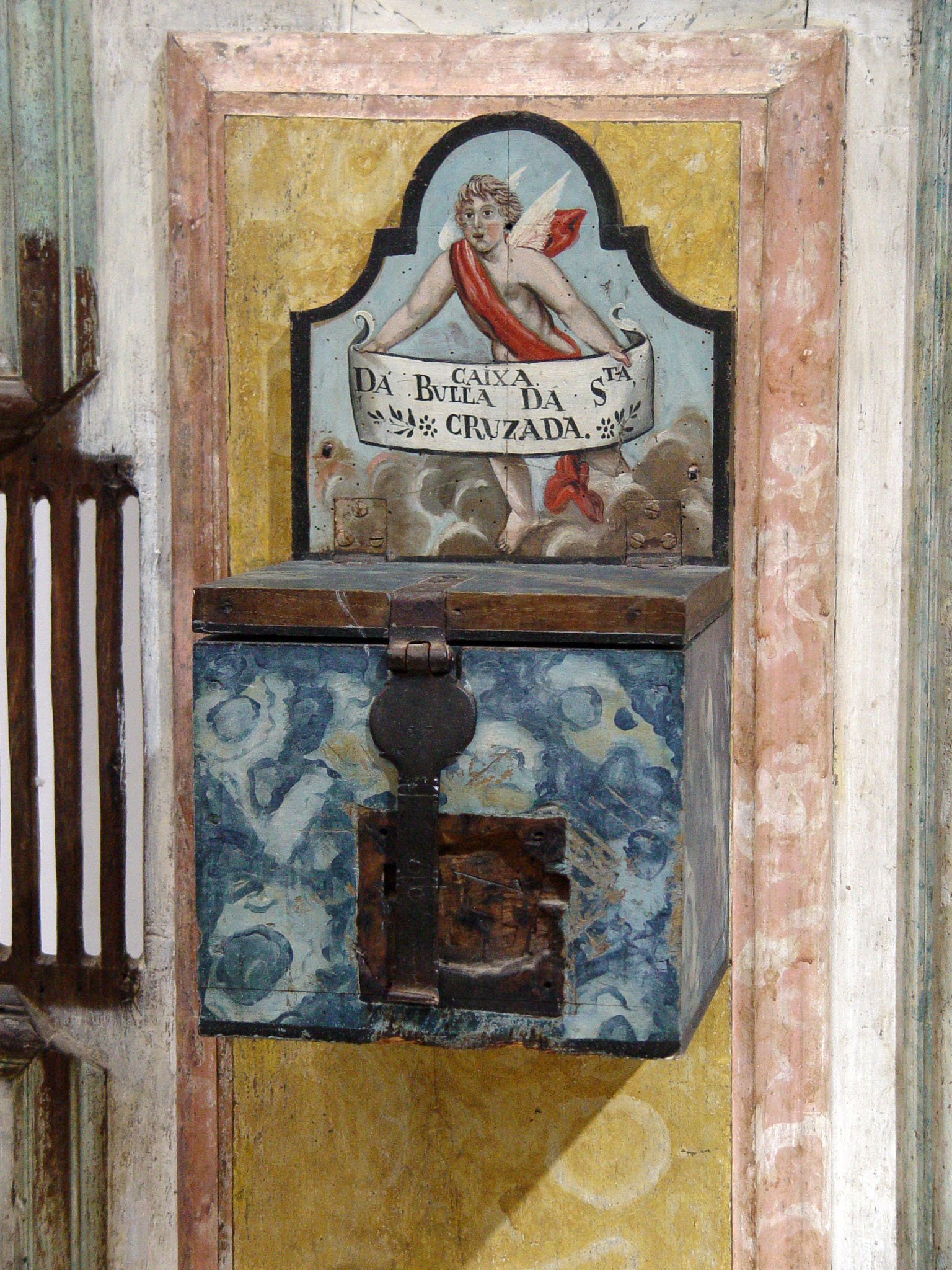
Un antiguo cepillo en el monasterio de Pombeiro, Portugal, para la Bula de la Santa Cruzada.

La Bula de la Santa Cruzada es, entre las bulas de concesión de beneficios, aquella por la que se concedían a los cristianos católicos muchos privilegios, gracias e indultos a cambio de una aportación económica que, en un principio, se dedicaba a los gastos de las Cruzadas contra musulmanes, paganos y herejes, pero que más adelante llegó a emplearse también para el mantenimiento del culto y las obras de caridad.
Por su parte, un Comisario General de Cruzada se encargaba de mantener el espíritu inicial de la contribución supervisando el destino de los ingresos. Siempre con carácter voluntario, la bula siguió otorgándose hasta 1966 tras el Concilio Vaticano II, aunque su producto se destinaba solo a las necesidades de la Iglesia. En cada Obispado existían sus comisarios. Estos llevaban libros especiales para contabilizar los recursos, provenientes de la Bula, generando unas series muy voluminosas en los Archivos Capitulares.

## Historia
Las primeras bulas de la Santa Cruzada concedidas en la península ibérica fueron la entregada por el papa Urbano II, Dilectissimus et Reverendissimus, a los condes catalanes Berenguer Ramón II de Barcelona y Armengol IV de Urgel el 1 de julio de 1089 cuando intentaban conquistar Tarragona, así como la otorgada a Alfonso I de Aragón cuando conquistaba Zaragoza en 1118. En 1197, Celestino III expidió Cum auctores et factores, la primera bula concedida a Portugal, garantizando indulgencias a todos los que lucharan contra el excomulgado Alfonso IX de León por sus alianzas con el Imperio almohade. Clemente IV otorgó en 1265 una bula general para las coronas de Aragón y Castilla cuando se unieron en su expedición contra Murcia. Juan XXII hizo otro tanto a principios del siglo XIV a solicitud de Alfonso XI de Castilla. Estas concesiones pontificias se hicieron cada vez más frecuentes; los Reyes Católicos obtuvieron bulas en 1478, 1479, 1481, 1482, 1485, 1494, 1503 y 1505 y continuaron durante los siguientes reinados.
Las limosnas aportadas por los fieles en respuesta a esta bula, al principio se utilizaron exclusivamente para las guerras contra los musulmanes, aunque más tarde también tenían como objetivo la construcción y reparación de iglesias y otras obras pías; a veces incluso se usaban para sufragar los gastos del Estado. Las Cortes de Valladolid de 1523 y las de Madrid de 1562 solicitaron que esta recaudación debería utilizarse únicamente para su cometido original. A pesar de que Felipe III de España intentó complacer esta solicitud, los abusos continuaron como hasta entonces. Como ejemplo, en 1740 el gobernador de Orán insistía con frecuencia que, aunque la bula mantenía la presencia española, la adquisición y manutención de los dromedarios del Palacio real de Aranjuez debía ser subvencionada con otros medios. Tras 1847 los fondos derivados de estas bulas se dedicaron a la fundación de iglesias y clero, disposición ratificada por ley en 1849 y en el Concordato de 1851.

### Bula de carne
Concebida como un apartado extra de la bula de la Santa Cruzada, sirvió para evitar el ayuno y abstinencia durante los días de Cuaresma. Este hecho era complicado de cumplimentar, especialmente en ciudades que se encontraban lejos del mar para comer pescado, por ejemplo, el municipio de Meco consiguió una bula del papa Inocencio VIII para ser eximidos de esta norma a finales del siglo XV.
La primera bula de carne a nivel estatal fue entregada por el papa Julio II a los Reyes Católicos en 1509 para que los españoles comieran carne, huevos y lácteos en días prohibidos.
En 1966 tras el Concilio Vaticano II, el papa Pablo VI suavizó las normas de ayuno y abstinencia, mantuvo los viernes como día de abstinencia de carne, pero liberó a los menores de 14 años (antes se aplicaba a mayores de 7 años) e hizo más llevaderas las normas alimentarias. Ese mismo año desapareció la bula de la Santa Cruzada, que en esos últimos años había proporcionado 96 millones de pesetas a la Iglesia.

## Proceso administrativo
Esta bula en un tiempo producía todos los años sumas considerables a sus reyes. Los papas habían acostumbrado acordar ciertas indulgencias, tanto a los que hallándose cruzados iban a pelear en persona contra los sarracenos como a los que contribuían con parte de sus bienes a los gastos de la guerra. La administración de estos últimos y de lo que por este medio se recaudaba, era dado a los reyes.
En el año de 1457, en tiempo de Enrique IV, Calixto III envió a España a Alfonso de Espina para que predicase la cruzada por los vivos y por los muertos de una manera inaudita hasta entonces. Como se estaba en vísperas de hacer la guerra a los musulmanes, dio pleno poder a todos los eclesiásticos para dar la absolución plena en el artículo de la muerte a todos los que habiéndose hallado en esta guerra pagasen la cantidad de 200 maravedís y tuviesen alguna ligera contrición. También fijó una suma, mediante la cual las almas del purgatorio podían salir de él para el eterno descanso. La concesión fue dada por 4 años, en los cuales rindió 400.000 ducados, de los cuales una parte fue empleada según la intención del Papa Sixto IV y ordenó que pagase la Iglesia una vez para siempre 100.000 ducados a Fernando el Católico para las guerras de Granada, acordándose asimismo el privilegio de hacer predicar la bula de la santa Cruzada en el espacio de 3 años. Después de aquel tiempo los Papas han renovado esta bula de 3 en 3 años en favor de los Reyes de España. Pasados los 3 años, había costumbre de volverse a publicar solemnemente la bula de la santa Cruzada, predicando 3 sermones.
- El primero se llamaba suspensión, porque se suspendía el efecto de todas las otras bulas, de suerte que todos aquellos que querían gozar de los privilegios acordados por otras bulas, se veían obligados de esta manera a comprarla antes que otras cosas.
- El segundo sermón tenía el nombre de composición por una cláusula expresa para aquellos que están obligados a una restitución y que fijamente no saben la cantidad. Son dispensados de esta exactitud por la limosna señalada de 15 a 20 ducados; asimismo da esta bula permiso de cambiar un voto en otro.
- El tercer sermón se llamaba repredicación porque se volvía a repetir lo que se había dicho en los dos primeros.

Después de estos tres sermones, se publicaban también en virtud de la bula de la santa Cruzada 6 jubileos para los 3 años.